# 约瓦娜·布拉科切维奇
约瓦娜·布拉科切维奇·坎齐安（羅馬化：Jovana Brakočević Canzian，1988年3月5日—）是一名塞尔维亚女子排球运动员。她在2016年夏季奥林匹克运动会中，代表塞尔维亚国家队参加了女子排球比赛，最终获得一枚银牌。目前效力于意大利的诺瓦拉俱乐部。